# Bjärtrå landskommun
Bjärtrå landskommun var en tidigare kommun i Västernorrlands län. Centralort var Strinne och kommunkod 1952–73 var 2217.

## Administrativ historik
Bjärtrå landskommun (från början Bjertrå landskommun) inrättades den 1 januari 1863 i Bjärtrå socken i Ångermanland  när 1862 års kommunalförordningar trädde i kraft. Kommunen förblev opåverkad av kommunreformen 1952.
År 1971 infördes enhetlig kommuntyp och Bjärtrå landskommun ombildades därmed, utan någon territoriell förändring, till Bjärtrå kommun. Tre år senare blev dock kommunen en del av Kramfors kommun.

### Kyrklig tillhörighet
I kyrkligt hänseende tillhörde kommunen Bjärtrå församling.

## Kommunvapnet
Blasonering: Fält av guld bestrött med stolpvis ställda svarta myror.
Detta vapen fastställdes av Kungl. Maj:t den 21 december 1962 och är baserat på Bjärtrå sockens sigill från 1600-talet. Se artikeln om Kramfors kommunvapen för mer information.

## Geografi
Bjärtrå landskommun omfattade den 1 januari 1952 en areal av 158,80 km², varav 129,70 km² land.

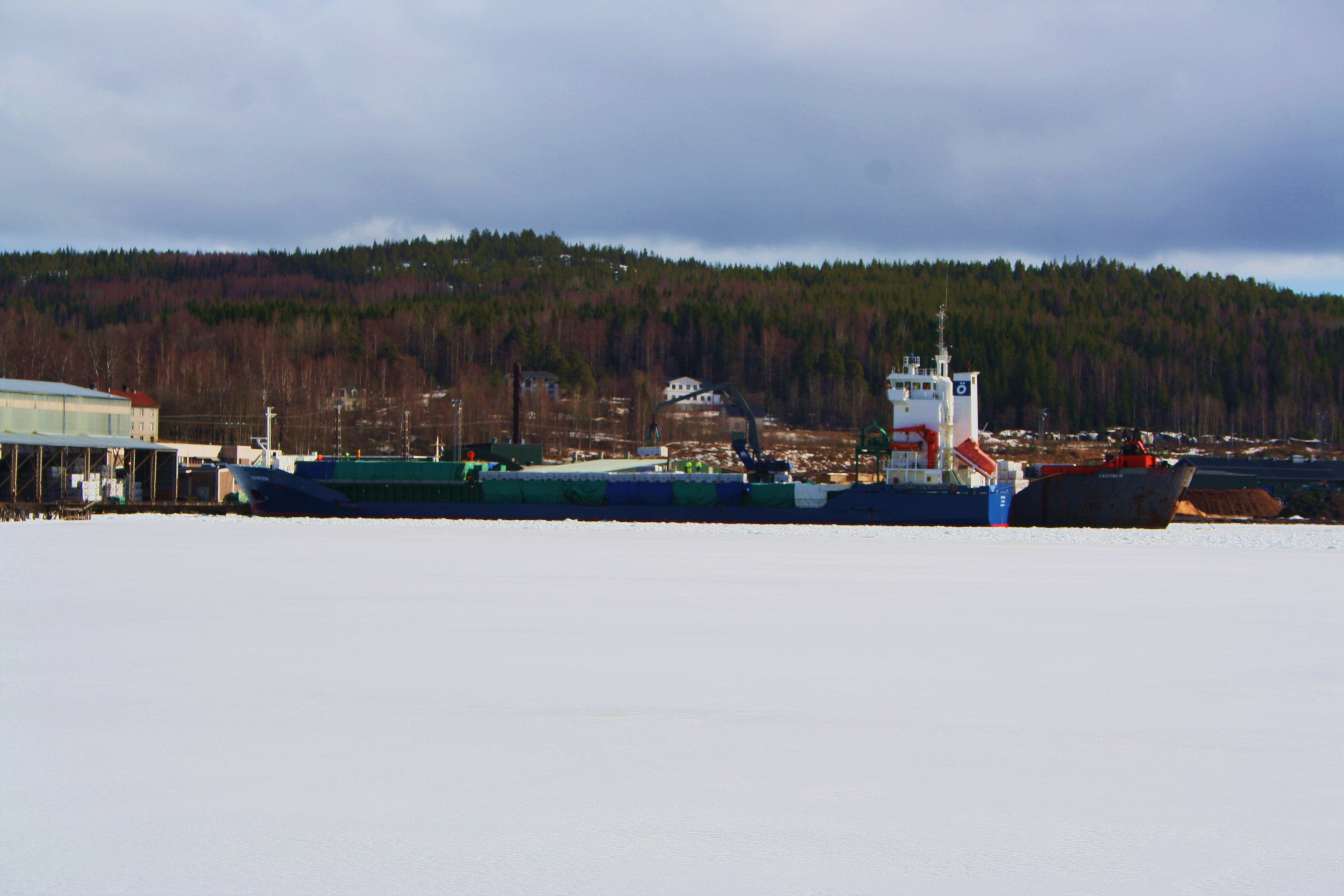
Hamnen i Lugnvik.

### Tätorter i kommunen 1960
| Tätort                | Folkmängd |
| --------------------- | --------- |
| Lugnvik               | 829       |
| Klockestrand, del ava | 328       |
| Köja                  | 307       |
| Marieberg             | 215       |
| Sandslån, del avb     | 45        |

Tätortsgraden i kommunen var den 1 november 1960 48,0 procent.

## Politik

### Mandatfördelning i valen 1938-1970
| 2 | 16 |  | 3 |  | 2 |

| 25 |

| 3 | 15 | 4 | 2 |  |

| 24 |

| 4 | 14 | 4 | 2 |  |

| 25 |

| 2 | 15 | 4 | 3 |  |

| 23 |

| 3 | 15 | 3 | 3 |  |

| 22 |

| 2 | 16 | 4 | 2 |  |

| 22 |

| 2 | 16 | 4 | 2 |  |

| 19 | 6 |

| 3 | 15 | 5 |  |  |

| 20 | 5 |

| 2 | 15 | 6 |  |  |

| 21 | 4 |

### Fotnoter
1. 1 2  Per Andersson, Sveriges kommunindelning 1863-1993, Draking, 1993, ISBN 978-91-87784-05-7.[källa från Wikidata]
2. ↑  Folkmängd 31. 12. 1971 enligt indelningen 1. 1. 1972 (SOS) Del, 1. Kommuner och församlingar, SCB, 1972, ISBN 978-91-38-00209-4, läs online.[källa från Wikidata]
3. ↑  Per Andersson: Sveriges kommunindelning 1863-1993, Draking, Mjölby 1993, ISBN 91-87784-05-X, s. 91
4. ↑  ”Svenska Heraldiska Föreningens vapendatabas”. Arkiverad från originalet den 18 oktober 2012. https://web.archive.org/web/20121018011750/http://databas.heraldik.se/index.php. Läst 12 december 2010.
5. ↑   (PDF) Folkräkningen den 31 december 1950, I, Areal och folkmängd inom särskilda förvaltningsområden m.m., Tätorter. Stockholm: Statistiska centralbyrån. 1952-05-19. sid. 108. Arkiverad från originalet den 1 oktober 2014. https://www.webcitation.org/6T09ZkyrB?url=http://www.scb.se/Grupp/Hitta_statistik/Historisk_statistik/_Dokument/SOS/Folkrakningen_1950_1.pdf. Läst 9 oktober 2014 Arkiverad 29 oktober 2013 hämtat från the Wayback Machine.
6. ↑  SCB Folkräkningen 1960 del 2 Arkiverad 24 september 2015 hämtat från the Wayback Machine. sida 42 i pdf:en

- Se kartdata överlagrat på OSM (Kartdata)